# Bagisara lulua
Bagisara lulua is een vlinder uit de familie van de uilen (Noctuidae). De wetenschappelijke naam van de soort is voor het eerst geldig gepubliceerd in 1921 door Schaus.